# Philippus Baldaeus

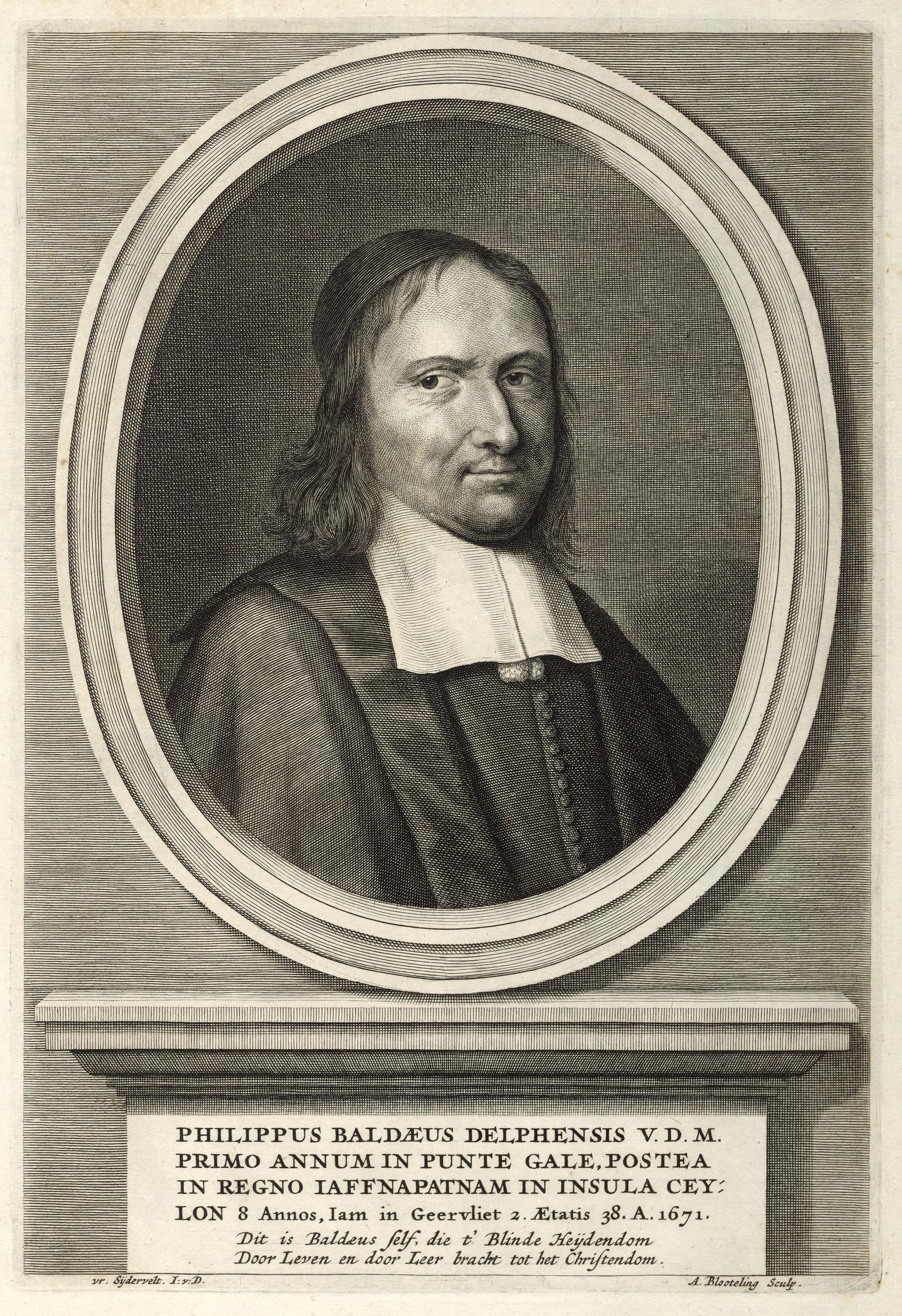
Philippus Baldaeus

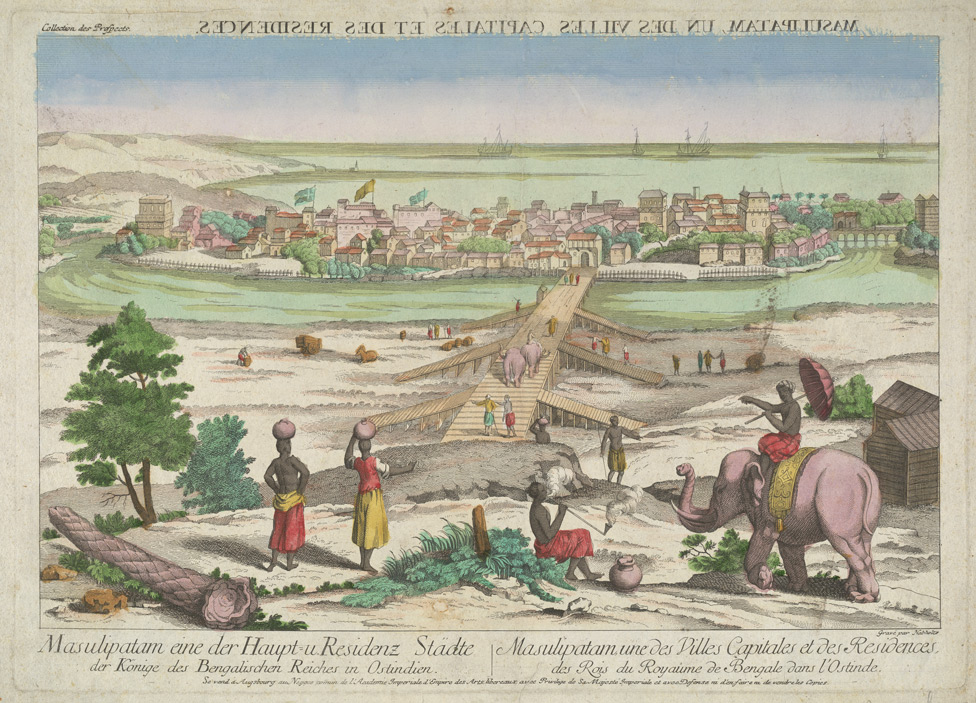
Zicht op Masulipatnam in 1676. Uit 'A True and Exact Description of the most Celebrated East-India Coasts of Malabar and Coromandel' van Philippus Baldaeus

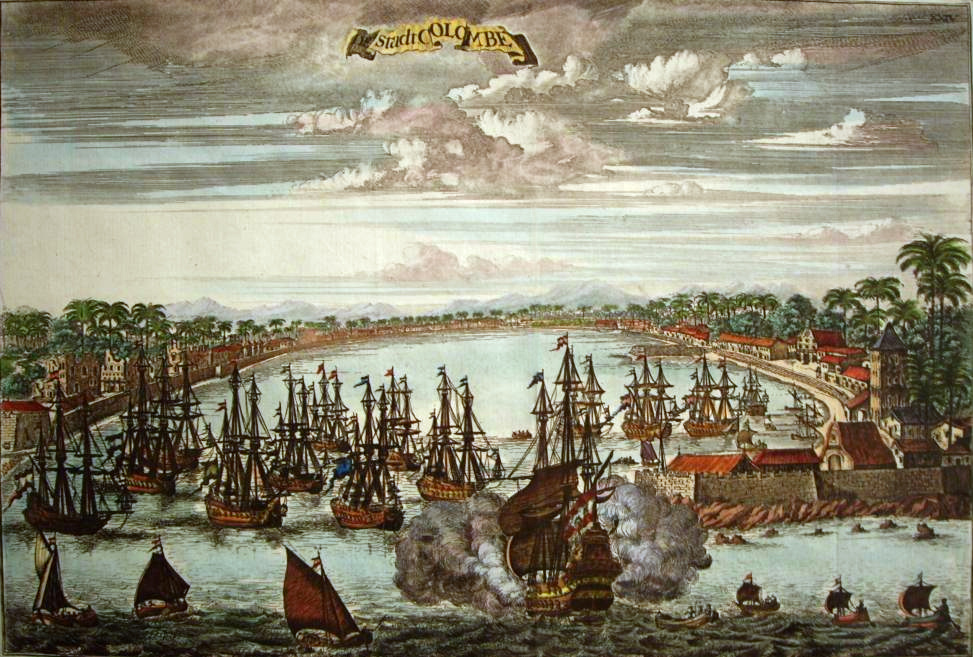
Colombo, gravure uit circa 1680

Philippus Baldaeus, Baelde of Philip Balde (Delft, oktober 1632 — Geervliet, 1672) was een Nederlands predikant, die voornamelijk op Jaffna, Ceylon werkte. Als eerste Europeaan heeft hij de cultuur, de religie van de Singalezen en de taal (grammatica) de Tamils, die in het noorden van het eiland wonen, beschreven. Het boek, Nauwkeurige beschrijving Malabar en Choromandel, derz. aangrenzend rijken, en het machtige eiland Ceylon, dat ook een uiteenzetting over de hindoeïstische mythologie uit de Mahabharata, de Purana's en de Ramayana en gravures bevat, opgedragen aan Cornelis de Witt, was een groot succes en werd onmiddellijk in het Duits vertaald.

## Biografie
Baldaeus was van Vlaamse oorsprong. Zijn voorouders waren uit Ieper gevlucht in 1584. Baldaeus verloor zijn ouders toen hij vier jaar oud was. Zijn oom Robertus Junius was zendeling op Nederlands-Formosa. Baldaeus studeerde Oosterse talen in Groningen (1649) en theologie in Leiden (1650), en had lange gesprekken met Arnoldus Montanus. Hij preekte vanaf 1655 in Batavia, Jaffna en Galle (stad), ofwel in het Nederlands of in het Portugees. Vanaf 1657 was hij vlootpredikant onder Rijcklof van Goens, die de kust van Coromandel en Nagapattinam in 1658 bezette; Cornelis Speelman werd de eerste gouverneur. Vanaf 1658 hadden de Nederlanders het voor het zeggen op het eiland, uitgezonderd in het koninkrijk Kandy. Baldaeus beschreef het bezoek van Gerard Pietersz. Hulft aan de koning van Kandy en zijn dood bij de bestorming van Colombo. Toen de Nederlanders de Malabarkust in 1661 bezetten, was Baldaeus ook present. Rond 1662 was hij weer op Ceylon. Baldaeus leerde Sanskriet en bestudeerde het hindoeïsme met behulp van een bekeerde brahmaan.
De Compagnie verzette zich toen Baldaeus met suggesties kwam om het onderwijs te verbeteren om de inwoners te bekeren, in de mening dat hij zijn financiële situatie wilde verbeteren door schoolgeld te heffen. Philippus Baldaeus weigerde zich te conformeren en werd door de gouverneur bijna beschuldigd van financiële malversaties. Hij werd ook belemmerd in zijn studie van het Tamil, omdat de Kerk dat zinloos vond.
In 1666 kwam hij terug naar Holland, waar hij een aanstelling kreeg in Geervliet, die hij bezette van 1669 tot zijn overlijden in 1672.